# Hylemera candida
Hylemera candida là một loài bướm đêm trong họ Geometridae.